# بنجامین کیگن
بنجامین کیگن (انگلیسی: Benjamin Kigen؛ زادهٔ ۵ ژوئیهٔ ۱۹۹۳) دونده اهل کنیا است.